# یواس‌اس سیتگ (اس‌پی-۵۰۵)
یواس‌اس سیتگ (اس‌پی-۵۰۵) (به انگلیسی: USS Seatag (SP-505)) یک کشتی بود که طول آن ۵۱ فوت (۱۶ متر) بود. این کشتی در سال ۱۹۱۷ ساخته شد.